# Levande bilder (film)
Levande bilder är en svensk TV-film från 1973 i regi av Mats Arehn. Filmen bygger på Fritiof Nilsson Piratens novell med samma namn.
Filmen producerades av Bert Sundberg för Moviemakers Sweden AB. Den spelades in efter ett manus av Arehn och Gert Nyman och klipptes sedan samman av Ingemar Ejve. Fotograf var Lasse Björne och scripta Kerstin Eriksdotter.

## Rollista
- Tor Isedal – Haker, lärare
- Stig Järrel – Hagel, präst
- Ernst Günther – konstapel Altberg
- Hans Lindgren – Sjöland
- Hanny Schedin – mor
- Göthe Grefbo – cykelreparatör
- Georg Årlin – berättare[1]